# Saint-Igest
Saint-Igest – miejscowość i gmina we Francji, w regionie Oksytania, w departamencie Aveyron. W 2013 roku jej populacja wynosiła 198 mieszkańców. 